# Marcia Clark
Pour les articles homonymes, voir Clark.
Marcia Rachel Clark (née Marcia Rachel Kleks le 31 août 1953 à Berkeley, en Californie) est une ancienne procureure et journaliste de télévision américaine qui est devenue célèbre pour avoir été la procureure de l'affaire du meurtre impliquant O.J. Simpson. Elle a ensuite publié un livre sur l'affaire et a mené une carrière à la télévision en tant que correspondante pour les affaires judiciaires et en tant que chroniqueuse.

## Biographie
Diplômée de l'école de droit de l'université Southwestern en 1979, elle entre dans le monde professionnel en tant qu'apprenti avocat de la défense pour l'un des plus gros cabinets. Au début, les cas sur lesquels elle travaille sont des affaires liées à la vente et l'usage de drogues. Elle doit également défendre le chef du gang Black Guerrilla Family, James Holiday, qu'elle fait libérer mais dit alors qu'elle ne peut plus travailler dans la défense. Lors de son entrevue avec le procureur John Van de Kamp, elle lui déclare : « Vous allez décider si je continue à pratiquer le droit. Je ne peux pas faire de la défense au pénal, et je ne verrai pas du civil. C'est le seul travail que je souhaite ». Marcia Clark rejoint le bureau du procureur en 1981. Elle commence à travailler dans le département des mineurs où elle va de cour en cour de justice plaider ses dossiers.
En 1985, elle est assignée par Ira Reiner (en) au procès de Jimmy Hawkins (en) avec Harvey Giss, durant lequel elle s'occupe de toutes les preuves balistiques,. Elle démontre que l'arme du meurtre de l'accusé correspond à l'arme altérée retrouvée après une fusillade. La sélection des jurés dure six mois et le procès treize autres, l'avocat d'Hawkins, Barry Levin, bataillant sur chaque détail,. Bloqué par Levin, Hawkins laisse Marcia Clark terminer le plaidoyer final car il sait que l'avocat de la défense ne pourra la couper sans cesse. Hawkins est finalement condamné à la peine de mort. Après cette affaire, Giss est transféré à Santa Monica et Clark promue aux procès spéciaux.
En 1989, elle s'occupe du meurtre de Rebecca Schaeffer, actrice de 21 ans tuée par un fan obsessionnel, Robert John Bardo. Proche de la famille de la victime, le procès est l'un des premiers diffusés sur Court TV et s'axe principalement sur l'état psychologique du tueur qui est finalement condamné à la prison à perpétuité. En 1992, elle utilise l'ADN dans une affaire de meurtre dans laquelle la victime n'a pas été retrouvée. À partir de la famille de la victime, elle démontre que le sang retrouvé dans la voiture, appartient au disparu. En décembre 1993, elle demande à retrouver son travail de procureur.
En 1993, le procès du double-meurtre lié à l'église Mt. Olive Church of God ayant eu lieu le 21 juillet 1989 s'ouvre à Los Angeles. Elle retourne la petite-amie d'un des deux suspects, Albert Lewis et Anthony Oliver, détruisant l'alibi du premier au moment des faits reprochés. Appuyant sur le fait que les meurtres aient eu lieu dans une église, elle demande la peine de mort pour les deux suspects et est suivie par le jury. Elle s'essaie à un poste de superviseur mais en est mécontente et veut retourner dans la cour.
En 1994, elle devient la procureure en chef de l'affaire O. J. Simpson dont le célèbre acquittement reste l'acte majeur de son parcours dans la justice américaine, malgré l'importance de ses affaires précédentes. Après l'affaire Simpson, Clark démissionne du bureau du procureur. Elle écrit un ouvrage intitulé Without a Doubt avec Teresa Carpenter pour lequel elle perçoit plusieurs millions de dollars. Invitée régulière à la télévision, elle écrit des romans judiciaires dans lesquels le personnage principal est un procureur du bureau de Los Angeles.

## Vie personnelle
Clark était mariée avec Gabriel Horowitz de 1976 à 1981. Elle s'est mariée avec Gordon Clark, son second mari, en 1981. Ils ont divorcé en 1995, et ont deux enfants : Trevor Clark (né en 1987) et Travis Clark (né en 1990) .

## Dans la culture populaire
Le personnage de Marcia Clark apparaît en tant que personnage principal dans la première saison de la série anthologique American Crime Story où elle est interprétée par Sarah Paulson. Sa performance est acclamée, autant par la critique que par Marcia Clark elle-même. D'ailleurs, Marcia Clark accompagne Sarah Paulson lors des 68e Emmy Awards alors que Paulson est nommée en tant que Meilleure Actrice dans une Mini-Série, pour le rôle de Marcia Clark dans American Crime Story. Un prix qu'elle a remporté.

## Œuvre

### Romans

#### SérieRachel Knight
- Guilt by Association (2011) 
  - Mauvaises Fréquentations France Loisirs (2011)  (ISBN 978-2-298-04530-7), réédition Le Grand Livre du mois (2012)  (ISBN 978-2-286-09477-5), réédition Éditions Albin Michel coll. « Spécial suspense » (2012)  (ISBN 978-2-226-24132-0), réédition LGF coll. « Le Livre de poche » no 33346 (2014)  (ISBN 978-2-253-00450-9)
- Guilt by Degrees (2012)
- Killer Ambition (2013)
- The Competition (2014)

#### SérieSamantha Brinkman
- Blood Defense (2016)
- Moral Defense (2016)
- Snap Judgment (2017)
- Final Judgment (2020)

### Autre ouvrage
- Without a Doubt (1997) (coécrit avec Teresa Carpenter)